# Мартаков Аркадій Олексійович
Аркадій Олексійович Мартако́в (4 січня 1919, Вірний) — радянський біохімік. Доктор біологічних наук з 1985 року.

## Біографія
Народився 4 січня 1919 року в місті Вірний (тепер Алмати, Казахстан). У 1941 році закінчив хімічних факультет Казахського державного університету. Брав участь у Другій світовій війні. З 1945 року на науково-дослідній роботі. З 1959 року завідувач лабораторії мікробних ферментів Інституту мікробіології і вірусології АН Казахстану.
Нагороджений орденом Вітчизняної війни 1 ступеня (23 грудня 1985).

## Наукова діяльність
Розробив нові способи і апарати для аеробного ферментування вин і зброджування сусла з аерацією для отримання хересу, мадери, портвейну і столових напівсолодких вин; встановив альдегідний ефект у дріжджів і ефект новоутворення ацетальдегіду при тепловій обробці вин; запропонував новий спосіб біологічної ароматизації міцних вин; обґрунтував нові теоретичні уявлення в області механізму альдегідного і змішаного спиртово-альдегідного бродіння, а також практичну можливість істотного зниження кислотності вин шляхом зброджування з аерацією на культурі винних дріжджів висококислотного сусла. Автор монографії та понад 190 інших наукових робіт, 30 винаходів, а також 12 біохімічних апаратів і установок індустріального типу для зброджування сусла і мезги, обробки вин теплом. Праці:
- Биологическое старение вин. — Алма-Ата, 1972.